# Livre des Antiquités bibliques
Le Livre des Antiquités bibliques (Liber Antiquitatum Biblicarum, ou LAB) est une œuvre écrite par un auteur juif inconnu, surnommé Pseudo-Philon, probablement entre les années 50 et 150 de notre ère, qui retrace le récit biblique d’Adam jusqu’à la mort de Saül. Écrit à l’origine probablement en hébreu, le LAB fut traduit en grec puis en latin.

## Éditions
Dix-huit manuscrits et trois fragments du LAB sont connus, tous en latin. L'editio princeps a été publiée en 1527 par Johann Sichard, à partir d'un texte daté du XIe siècle, le Fulda-Cassel Theol. 4°,3 (appelé également K) et d’un autre texte provenant du monastère de Lorsch qui ne nous est pas parvenu. Le LAB fut redécouvert par Léopold Cohn en 1898 et M.R. James en fit une traduction en anglais en 1917. Harrington a publié en 1976 une édition latine critique, accompagnée par une traduction française et des commentaires. Plus récemment, en 2006, Howard Jacobson a publié un commentaire et une nouvelle traduction anglaise, en se basant sur l’analyse des variations du texte biblique massorétique et en utilisant différentes traditions bibliques, des références rabbiniques, talmudiques, ou encore targoumiques, afin de se rapprocher de la version hébraïque du LAB et de réduire les erreurs ou altérations dues au passage des traductions de l’original hébraïque vers le grec, puis vers le latin.

## L’auteur et langue
L’auteur du LAB nous est inconnu, l’usage de le nommer « Pseudo-Philon » vient de ce que les premiers manuscrits ont été transmis avec les œuvres de Philon d’Alexandrie en latin. Ainsi l’éditeur de l’editio princeps a attribué le LAB à Philon ; Sixte de Sienne (1520-1569) a probablement été le premier à suggérer que la langue originale du LAB était l’hébreu, et envisageait alors deux hypothèses concernant l’auteur : soit Philon l’avait rédigé en hébreu, soit l’auteur n’était pas Philon. Léopold Cohn, au tournant du XXe siècle, a démontré que le style et le caractère littéraire du LAB étaient tout à fait différents des écrits de Philon et il a soutenu la thèse que la langue originale du LAB était bien l’hébreu.

## La datation
La datation du LAB a été largement débattue, le consensus scientifique s'établissant sur une datation située entre les années 50 et 150 de notre ère. L’utilisation de l’hébreu comme langue originale du LAB montre que l’auteur était très probablement établi en Palestine. L’enjeu principal de dater plus précisément est de savoir s’il a été écrit avant 70 de notre ère, donc avant la destruction du Second Temple de Jérusalem, ou après 70 de notre ère et donc la période ouvrant la révolte de Bar Kokhba (132-135) ou lui succédant. Plusieurs universitaires proposent une datation après l’an 70 de notre ère, notamment James qui met en exergue les similarités de thèmes, d’imageries, de phrasés, entre le LAB, IV Esdras et II Baruch, ces deux textes étant des écrits apocalyptiques palestiniens post-70, et estime que ces trois textes proviennent d’un contexte historique, social et culturel commun. Howard Jacobson situe également le LAB après l’an 70, notamment en démontrant que le LAB cherche à amoindrir l’importance des autels sacrificiels, contrairement au récit biblique où l’opposition se joue entre les sanctuaires illégitimes et le Temple de Jérusalem, et qu’ainsi le LAB situe le culte divin dans l’étude et le respect de la Loi et non plus dans les sacrifices, ce qui est un marqueur de la période post-70. Jacobson formule l’hypothèse d’une rédaction après l’échec de la révolte de Bar Kokhba, tout en reconnaissant que les preuves ne sont pas suffisantes.

## Usage
Le LAB était connu par Raban Maur (780-856) et Nicolas de Cues (1401-1464), qui le cite pour établir sa périodisation du temps depuis le début du monde jusqu’à sa fin, ainsi que par Azariah ben Moses dei Rossi au XVIe siècle. Quelques influences du LAB peuvent être trouvées chez Hélinand de Froidmont (1150-1229 ou 1237) dans son œuvre Chronicon. Certains chercheurs ont proposé des allusions du LAB chez les premiers Pères de l'Église, par exemple Clément d'Alexandrie et Origène, mais les preuves sont insuffisantes pour soutenir une connaissance préalable du texte.

## Structure et contenu
Le LAB retrace des événements bibliques depuis Adam jusqu’à la mort de Saül. 
Louis H. Feldman propose une structuration du LAB en neuf parties.
Chapitre 1 à 2 : cette section narre deux généalogies, d'Adam à Noé puis de Caïn à Lamech, les noms des villes de Caïn, quelques courts récits sur Jubal et Tubal, et le chant de Lamech.
Chapitres 3 à 5 : cette partie concerne Noé et sa descendance. Elle comprend le Déluge et l’alliance avec Noé. Le chapitre 4 aborde les descendants de Sem, Cham et Japhet, ainsi que leur territoire. La généalogie continue avec Abraham. Le chapitre 5 concerne le recensement des descendants des clans des fils de Noé.
Chapitres 6 à 8 : le chapitre 6 débute avec l’épisode de la tour de Babel et le sauvetage d’Abraham du feu. Le chapitre 7 est relatif à la destruction de la tour de Babel et la dispersion des bâtisseurs. Le chapitre suivant relate la généalogie d’Abraham jusqu’à la descente en Égypte.
Chapitre 9 à 19 : cette section est centrée sur la vie de Moïse, reprenant l’oppression vécue en Égypte, la vision de Myriam, la naissance de Moïse, les fléaux, la traversée de la mer, Israël dans le désert, le don de la Loi, le Décalogue, le veau d’or, le Tabernacle et l’institution de certaines fêtes, le recensement du peuple, les espions, Koré, le bâton d’Aaron, Balaam et la mort de Moïse.
Chapitres 20 à 24 : cette section concerne Josué, plusieurs épisodes sont racontés ; Josué qui succède à Moïse, les espions envoyés à Jéricho, le retrait de la manne. Le chapitre 21 débute avec Josué qui apprend sa fin, qui prie, écrit la loi sur des pierres et construit un autel. Les deux derniers chapitres concernent le dernier discours de Josué avec l’histoire de la vision d’Abraham et du don de la Loi, puis la mort de Josué.
Chapitres 25 à 48 : cette section est relative aux Juges Othoniel Ben Kenaz, Zébul, Déborah, Ehud, Gédéon, Jaïr, Jephté, Abdon, Élon, Samson, et raconte quelques évènements relatifs aux derniers chapitres du Livre des Juges
Chapitres 49 à 55 : cette partie est centrée sur Samuel, elle reprend des épisodes tels que la prière de Phinées et la réponse de Dieu sous la forme de la parabole du lion, la mort de Michée, la naissance de Samuel et l’hymne de Anne, puis l’appel de Samuel. Les Philistins s’emparent de l’Arche d'alliance. Élie et sa belle-fille meurent, Samuel est en deuil.  Les Philistins sont frappés de malheurs à cause de l’Arche et la renvoient en Israël.
Chapitres 56 à 64 : cette partie concerne la vie de Saül, alors que le peuple demande un roi, Saül va rencontrer Samuel qui est ensuite fait roi. Agag engendre un fils qui tuera Saül, puis Agag meurt. Samuel oint David. Un épisode relate que Saül est pris par un esprit mauvais et David vient lui chanter un psaume pour sa guérison. Goliath défie Israël et David le tue. David se sépare de Jonathan, le récit relate leurs discours d’adieu et leur alliance. La mort de Samuel est racontée au chapitre 62. Les chapitres suivants narrent l’invasion des Philistins, et l’apparition et le discours de Samuel.
Chapitre 65 : Ce dernier chapitre décrit la défaite de Saül, il convoque le fils d’Agag l’Amalécite pour le tuer. Le LAB s’achève brusquement pendant le message de Saül à David.

## La stratégie littéraire
Le LAB est une réécriture de la Bible. La stratégie littéraire du type « Bible réécrite » consiste à reprendre le cadre du texte biblique en ajoutant, omettant, paraphrasant ou condensant des événements bibliques, selon la visée de l’auteur. Ce type de stratégie littéraire se retrouve dans d’autres ouvrages comme le Livre des Jubilés ou l’Apocryphe de la Genèse, et au Moyen Âge dans le Sefer ha-Yashar.
À cette stratégie, le Pseudo-Philon ajoute d’autres techniques narratives comme les retours en arrière, où il décrit des événements ayant eu lieu auparavant. La Bible contient quelques exemples de ce type, mais le LAB l’utilise à une fréquence beaucoup plus importante. En réécrivant des événements bibliques, le LAB combine parfois les éléments du récit biblique avec d'autres, d’un contexte biblique similaire. Par exemple en LAB 15,7, Moïse intervient au nom du peuple auprès de Dieu et réfute toute responsabilité personnelle. Or ce dernier point concernant la responsabilité de Moïse n’apparaît pas dans la péricope biblique que le LAB décrit, mais en Nb 11,12 lorsque le peuple réclame de la viande. Ou encore, lorsque le LAB en 24,6 décrit le deuil pour la mort de Josué, une partie de la description est similaire au deuil de la mort de Jacob en Gn 50. 
Certains épisodes dans le LAB ne correspondent pas à un épisode biblique, mais l’auteur se sert de plusieurs épisodes bibliques et les fusionne. Par exemple, le chapitre 6 qui développe longuement l’épisode de la tour de Babel, est très éloigné de Gn 11,1-9. Lorsque les douze hommes refusent de construire la tour, ils sont dénoncés aux autorités qui veulent les jeter au feu (LAB 6,3-5). Le chef des chefs prononce à leur égard un châtiment, tout en les assurant que Dieu les sauvera (LAB 6,9). Cet épisode du LAB est basé sur Dn 6 lorsque Daniel est dans la fosse aux lions. 
L’auteur du LAB cherche également à combler certains enchainements bibliques qui sont peu compréhensibles. Par exemple, Gn 10 se termine sur la dispersion géographique des nations provenant des clans des fils de Noé (Gn 10,31-32) et Gn 11 débute par la migration des hommes vers l’Orient et qui se retrouvent dans une plaine au pays de Shinéar (Gn 11,1-2). Le LAB fournit alors une transition entre ces deux événements bibliques : ils s’étaient bien dispersés sur la terre après le Déluge, lorsque les trois chefs issus des clans de Cham, Japhet et Sem furent établis, ils décidèrent un recensement (LAB 5,2) puis sont restés ensemble (LAB 6,1). 
L’auteur utilise souvent une autre technique narrative consistant à laisser des lacunes importantes dans son récit, puis il les comble au fur et à mesure des chapitres. Par exemple, le LAB débute par « Initio mundi » et poursuit avec la descendance d’Adam jusqu’à Noé (LAB 1). Des passages cosmogoniques se retrouvent dans la vision de Qenaz (LAB 28,7-9) et lorsque David chante pour Saül qui souffrait d’un esprit mauvais (LAB 60,2-3). Et la création d’Adam par Dieu est donnée au chapitre 16 relatif à la rébellion de Korah (LAB 16,2).

## Thèmes principaux
Comme dans le texte biblique, le rôle de Dieu dans l’histoire des Juifs est prédominant. Mais le LAB développe ce rôle différemment, le Pseudo-Philon réactualise les événements bibliques au prisme de la situation historique, sociale et religieuse du tournant de notre ère en Palestine, invitant ainsi les lecteurs ou les auditeurs de son époque à établir le lien entre leur situation actuelle et le récit.
Frederic J. Murphy estime que le LAB est une « théodicée narrative » qui appréhende les difficultés de cette période mouvementée d’occupation plutôt que d'apporter une réponse à un événement particulier. Le but du Pseudo-Philon est donc de dédouaner Dieu des accusations d’abandon de son peuple : Dieu maintient l’Alliance avec Israël, non pas parce qu’Israël se repent ou réagit de manière appropriée, mais parce que Dieu a fait promesse aux patriarches à savoir qu’Israël ne serait jamais complètement abandonné. De nombreux autres exemples pourraient être cités, par exemple en LAB 19,2, Moïse est convaincu que malgré la colère de Dieu, Dieu préservera toujours son peuple à cause de l’alliance avec les patriarches. La réponse du Pseudo-Philon est donc d’enjoindre à la prière et de faire confiance à la réponse de Dieu. Howard Jacobson soutient une thèse similaire : Dieu n’abandonnera jamais complètement Israël dont les malheurs et les joies sont l’œuvre de Dieu, et Israël ne doit jamais douter que ce qu’il vit fait partie du plan de Dieu. Tout au long du LAB, l’auteur insiste sur le fait que toute l’histoire est planifiée à l’avance par Dieu et l’auteur s’attache à démontrer que toutes les paroles de Dieu sont réalisées, les promesses faites aux Patriarches, la punition des pécheurs, les événements historiques. Par exemple, l’épisode du veau d’or avait été prédit par Dieu (LAB 12,3), l’Exode démontre l’accomplissement de la parole de Dieu (LAB 15,5). Les catastrophes ne sont rien d’autre que la punition de Dieu pour les fautes. Lorsque les Juifs cesseront de fauter, s’appliqueront au respect de la Loi et s’en remettront à la confiance divine, le salut adviendra, conformément aux promesses divines.
Le LAB insiste sur les histoires qui développent la faute et le châtiment, et les fautes les plus répréhensibles sont l’idolâtrie et les mariages mixtes. Mais il ne fait pas abstraction des réussites et victoires d’Israël. Ainsi, le LAB réécrit le récit biblique dans le but de dépeindre l’histoire juive comme une continuité où la faute engendre la punition, mais souligne que même dans les épreuves Dieu ne rejette jamais radicalement son peuple.
Le but de Pseudo-Philon est l’apologie biblique, l’éducation biblique pour ses lecteurs ou auditeurs contemporains, mais aussi de leur apporter un soutien pour les aider à trouver des réponses à la compréhension des événements sociaux-religieux de la période post-70, et de donner l’espoir d’un avenir meilleur et de les soutenir à garder confiance en Dieu et à obéir à la Loi. Le développement de l’étude du LAB aujourd’hui permet une meilleure connaissance de cette période historique, au niveau de la compréhension de la vie et de la pensée juive, selon Harrington, le LAB « recompose le milieu des synagogues palestiniennes au tournant de notre ère ». Le LAB est un trésor d’interprétations juives anciennes, montrant l’érudition de son auteur sur la Bible, mais aussi la compréhension de son environnement social (des influences gréco-romaines, des matériaux païens peuvent être retrouvées dans le texte). Il présente également un intérêt pour l’histoire de l’exégèse biblique car il présente des corrélations avec les targoums, les débuts des écrits aggadiques et des midrashim rabbiniques ultérieurs.